# Levin Liam

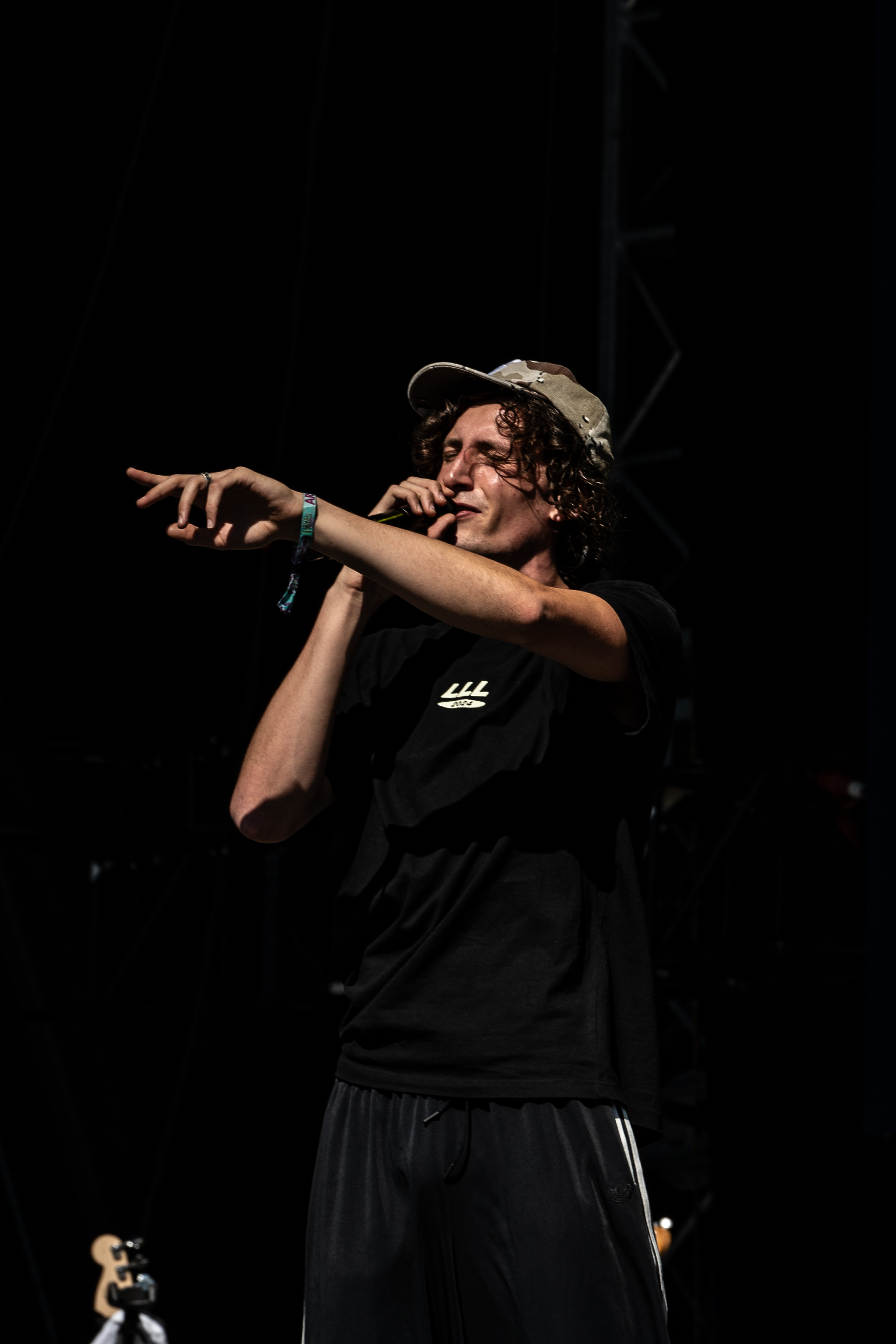
Levin Liam auf dem Superbloom-Festival 2024

Levin Liam (* 27. September 1999 in Berlin) ist ein deutscher Schauspieler, Synchronsprecher und Musiker.

## Ausbildung und Karriere
Liam wuchs in Hamburg auf und erhielt ab 2011 Schauspielunterricht bei Patrick Dreikauss. Von 2018 bis 2021 studierte Liam Schauspiel an der Hochschule für Musik und Theater Hamburg.
2012 spielte Liam im Kinofilm Wolfskinder eine Hauptrolle. Dieser lief im Rahmen der Reihe „Orrizonti“ auf den Internationalen Filmfestspiele von Venedig. 2013 spielte er eine Nebenrolle in dem US-Kinofilm Die Bücherdiebin. Seit 2017 verkörpert er im Tatort Hamburg als Torben Falke den Sohn des Ermittlers.
2020 debütierte er mit der englischsprachigen Single Either Way als Musiker. In englischer Sprache erschienen außerdem drei weitere Singles und eine EP. Mit der Veröffentlichung der ersten deutschsprachigen Single Keine Geduld Anfang 2022 änderte er den Künstlernamen zu den englischsprachigen Titeln nachträglich zu Liam Levin. Mitte des Jahres 2022 brachte er die EP Levin Liam Leaks größtenteils als Kassette und auf Bandcamp heraus. Das Alias Liam Levin ist mit einem englischsprachigen Text als Featuregast vertreten.
Ende des Jahres veröffentlichte er zusammen mit dem Musikproduzenten Cato das Debütalbum Vergiss mich nicht zu schnell über Four Music. Begleitend erschien ein etwa 8-minütiger Kurzfilm, der den Entstehungsprozess dokumentiert. Auf dem Album sind Gastauftritte von Ansu und Paula Hartmann vertreten. Letztere erfolgen ohne Angabe des Namens in den beiden Skits, in einem der beiden zusammen mit Ansu. Musikalisch bewegt sich das Album zwischen Indie und Hip-Hop.

## Filmografie (Auswahl)
- 2013: Wolfskinder
- 2013: Gloomy Sabbath (Kurzfilm)
- 2013: Die Bücherdiebin
- 2013: Das satanische Dickicht – EINS
- 2015–2018: Die Kanzlei (Fernsehserie, 3 Folgen)
- 2015: Tatort: Die Wiederkehr (Fernsehreihe)
- 2016: Sibel & Max (Fernsehserie, Folge Hallo Welt, ich bin da!)
- 2017: Nord Nord Mord – Clüver und die tödliche Affäre (Fernsehreihe)
- 2017: Großstadtrevier (Fernsehserie, Folge Für nix und für alles)
- seit 2017: Tatort als Torben Falke
  - 2017: Tatort: Böser Boden
  - 2017: Tatort: Dunkle Zeit
  - 2018: Tatort: Treibjagd
  - 2019: Tatort: Querschläger
  - 2020: Tatort: Die goldene Zeit
  - 2021: Tatort: Tödliche Flut
  - 2021: Tatort: Macht der Familie
- 2017, 2019: Notruf Hafenkante (Fernsehserie, verschiedene Rollen, 2 Folgen)
- 2018: In aller Freundschaft – Die jungen Ärzte (Fernsehserie, Folge Unentbehrlich)
- 2018: SOKO Hamburg (Fernsehserie, Folge Tod in der Schleuse)
- 2018: Morden im Norden (Fernsehserie, Folge Schwarzer Peter)
- 2018: SOKO Köln (Fernsehserie, Folge Kinder aus gutem Hause)
- 2019: Totengebet (Fernsehfilm)
- 2020: SOKO Stuttgart (Fernsehserie, Folge Geisterjagd)
- 2020: SOKO Leipzig (Fernsehserie, Folge Schmetterlingstage, Monstertage)
- 2020: Louis van Beethoven (Fernsehfilm)

## Synchron
- 2013: Die Bücherdiebin – (Kinofilm – sich selbst)
- 2017: iboy – (TV-Film (Netflix) – Bill Milner)

## Diskografie (Auswahl)
- 2022: Vergiss mich nicht zu schnell (Album, mit Cato, Four Music)
- 2023: Für dich da (Single, mit KitschKrieg & Trettmann)
- 2023: Levin Liam Leaks 2023 (Mixtape, Four Music)
- 2023: Mann vom Fach (Single, mit Miksu/Macloud, Futura)
- 2023: Bee Gee´s (Single, mit OG Keemo)
- 2024: Such mit mir (Single; #7 der deutschen Single-Trend-Charts am 5. April 2024[8])